# Roser Bofill i Portabella
Roser Bofill i Portabella (Barcelona, 25 de gener de 1931 - Barcelona, 19 d'octubre de 2011) fou una periodista catalana, pionera en el periodisme religiós.

## Biografia
Va estudiar Treball social i es va titular en una de les primeres promocions de l'escola de Periodisme de l'Església. Va treballar a la revista El Ciervo, al costat del seu marit, Llorenç Gomis, director de la revista i un dels fundadors el 1956. A partir del 1996 en va assumir la codirecció, i després de la mort del seu marit, la direcció. Des la seva fundació, el 1974, també va dirigir la revista Foc Nou, publicacions, totes dues, que han fet una regular aportació al periodisme d'inspiració cristiana i progressista. El 2001 va passar a ser-ne editora. Igualment va col·laborar de manera regular a la revista valenciana Saó, amb la publicació d'un article mensual.
Va ser una de les impulsores i primera presidenta de l'Associació de Publicacions Periòdiques en català. També va ser presidenta de l'Associació d'Amics del Montseny, per la seva vinculació familiar i la residència que tenia a Viladrau. També va ser professora de la Facultat de Comunicació Blanquerna. El 2003 es va presentar com a independent dins la llista encapçalada per Pasqual Maragall al Parlament de Catalunya. El 2006 va rebre la Creu de Sant Jordi i el 2008 el premi Rosa del Desert de l'Associació de Dones Periodistes de Catalunya (ADPC).
En l'àmbit eclesial forma part de la generació de laics que va quedar marcada profundament pel Concili Vaticà II i per la figura de Joan XXIII. Va contribuir a difondre l'obertura i la renovació conciliar a Catalunya a través dels seus articles i de diverses associacions com Cristianisme al Segle XXI o del Col·lectiu de Dones en l'Església. Alhora, de les revistes que es van convertir en una escola de periodistes, especialment durant la transició. En les seves obres com Boira baixa o Creo, ayuda mi poca fe, es mostra la seva preocupació pels aspectes espirituals i les creences per sobre de les estructures eclesials.
Amb Llorenç Gomis va tenir quatre filles.

## Obres
- Creo, ayuda mi poca fe (Desclée de Brower, Bilbao, 1976)
- El dia d'avui (1983)
- Tiempo de Dios (1985)
- Periodisme en temps de crisi. L'escola del CIC 1964-1974 (1979)
- Boira baixa (1996)
- Quédate con nosotros (Desclée de Brower, Bilbao, 2001)